# Long-Term Relationship
Long-Term Relationship (tj. Dlouhodobý vztah) je americký hraný film z roku 2006, který režíroval Rob Williams podle vlastního scénáře. Film pojednává o komplikovaném vztahu dvou milenců. Snímek měl premiéru dne 2. ledna 2006.

## Děj
Glenn bydlí se svým spolubydlícím Vincentem v Los Angeles a jednoho dne zjistí, že už ho nebaví známosti na jednu noc. Vincent mu přečte inzerát, který Glenna zaujme a tak se seznámí s Adamem. Adam se přistěhoval z Atlanty a hledá trvalý vztah. Oba si hned od začátku padnou do oka, protože mají společné zájmy. Jejich počínající vztah se začne slibně vyvíjet, ale problémy nastávají, když Adam řekne, že je zapřisáhlý republikán. To je pro Glenna pochopitelné. Rovněž se jim nedaří v sexuálním životě. Glenovi nezadaní přátelé Vincent a Eli nedávají proto jejich vztahu velkou šanci, naopak kamarádka Mary Margaret a její manžel Andrew jim fandí. Situace se zkomplikuje, když Adamův otec zemře a Adam musí narychlo odletět do Atlanty.

## Obsazení
| Matthew Montgomery | Glenn Phillips |
| Windham Beacham    | Adam Harris    |
| Artie O'Daly       | Eli Rosenberg  |
| Jeremy Lucas       | Vincent        |
| Jake Christian     | Rex            |
| Chuti Tiu          | Mary Margaret  |
| Joel Bryant        | Andrew         |
| Joe Bratcher       | William Harris |
| Judy Farrell       | Diane Harris   |